# Mictlan

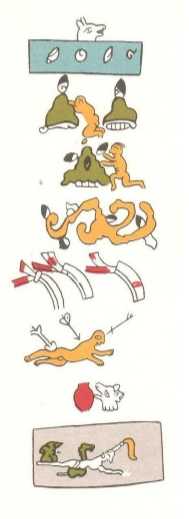
I nove livelli o "inferni" del Mictlán, Codice Vaticano A

Secondo la mitologia azteca, Mictlan (dal nahuatl classico Mictlān, IPA: [ˈmik.t͡ɬaːn], "il luogo dei morti") era il livello inferiore del mondo sotterraneo, localizzato nell'estremo nord. 

## Accesso al Mictlan
I guerrieri che morivano in battaglia e le donne che morivano di parto erano le uniche persone che non sarebbero andate a Mictlan dopo la morte. Dovevano affrontare un lungo e faticoso viaggio, dalla Terra a Mictlan, ma erano aiutati da Xolotl, il guardiano dell'al di là.
I guerrieri si sarebbero alleati agli aiutanti del sole nella guerra quotidiana contro le tenebre e dopo quattro anni si sarebbero trasformati in colibrì o in farfalle.
Le donne invece che morivano partorendo si sarebbero congiunte al sole per quattro anni, per diventare successivamente degli spiriti ed avrebbero vagato tutte le notti per l'eternità per il mondo.
Il re di Mictlan era Mictlantecuhtli. La regina, Mictecacihuatl. Altre divinità di Mictlan erano Ciucoatl (che comandava gli spiriti chiamati Ciuteoteo), Acolnahuacatl e Chalmecatl.
Per giungere al riposo eterno, il defunto doveva affrontare un duro viaggio, lungo quattro anni, dalla Terra a Mictlan, potendo contare però sull'aiuto del guardiano dell'aldilà Xólotl.
Il Mictlan era una dimensione formata da nove luoghi distinti; nei primi otto i morti dovevano affrontare numerose lotte mentre nel nono - il più profondo - potevano godere del riposo eterno.

## Struttura del Mictlan
Le nove dimensioni del Mictlan erano:
1. Itzcuīntlān ("il luogo del cane") o Āpanōhuayān ("il luogo al di là delle acque"): qui c'era un grande fiume e l'unica maniera di attraversarlo era con l'aiuto di Xolotl. Se il defunto durante la vita aveva maltrattato dei cani Xolotl non gli avrebbe dato aiuto facendolo rimanere per l'eternità in questa dimensione.
2. Tepēmeh Monāmicyān ("il luogo dove le montagne si scontrano"): presumibilmente il defunto doveva passare in mezzo ad esse senza rimanere schiacciato.
3. Ītztepētl ("montagna di ossidiana"): questo luogo era zeppo di appuntiti e taglienti quarzi di silicio che il defunto doveva attraversare cercando di non rimanere trafitto.
4. Ītzehēcayān ("il luogo dove soffia un vento gelido"): luogo in cui soffiava un vento tagliente (dato il freddo estremamente pungente); era una regione formata da 8 colline su cui nevicava continuamente e copiosamente.
5. Pāncuēcuētlācayān ("il luogo dove la gente è rivoltata come una bandiera"): questo luogo si trovava ai piedi dell'ultima collina dell'Itzehecayan e lì iniziava una zona desertica molto fredda, composta de otto pianure desolate che il defunto doveva attraversare.
6. Tēmīmīnalōyān ("il luogo dove abbondano le saette"): qui si diceva vi fosse un sentiero dai cui lati delle mani invisibili scagliavano saette affilate ed appuntite in grado di crivellare coloro che vi si avventuravano.
7. Tēyōllōcuālōyān ("il luogo dove il cuore della gente viene divorato"): in questo luogo, una bestia selvaggia tentava di aprire il petto del defunto per mangiargli il cuore; qualora fosse riuscita nell'intento la persona, privata del cuore, sarebbe caduta in uno stagno dove sarebbe stata ferocemente perseguitata da un caimano.
8. Itzmictlān Āpochcālōcān ("il sentiero della nebbia che acceca") o Āpanōhualōyān ("il luogo dove si deve attraversare l'acqua"): in questo luogo il defunto doveva guardare nove fiumi senza la possibilità di vedere granché data la fittissima nebbia.
9. Chiucnāhuāpan ("il luogo dove vi sono i nove fiumi") o Mictlān: qui le anime (chiamate tonalli) potevano finalmente godere del tanto desiderato riposo. Era il più profondo dei luoghi dei signori della morte.